# Trox horiguchii
Trox horiguchii is een keversoort uit de familie beenderknagers (Trogidae). De wetenschappelijke naam van de soort is voor het eerst geldig gepubliceerd in 2002 door Ochi & Kawahara.